# Limforetikuloza
Limforetikuloza je oboljenje limfnog tkiva ili retikuloendnog tkiva koje se odlikuje uvećanjem limfnih žlijezda. Uzrok limforetikuloze je različit, a ovaj izraz se naročito odnosi na simptome koji se javljaju poslije ogrebotine mačke, tj. benigne inokulacione limforetikuloze.